# Marcelo Julián Margni

Wappen von Marcelo Julián Margni als Weihbischof

Marcelo Julián Margni (* 12. September 1971 in Avellaneda) ist ein argentinischer Geistlicher und römisch-katholischer Bischof von Avellaneda-Lanús.

## Leben
Marcelo Julián Margni empfing am 24. September 1999 das Sakrament der Priesterweihe für das Bistum Quilmes.
Nach weiteren Studien erwarb er an der Päpstlichen Universität der Salesianer in Rom das Lizenziat in Theologie mit dem Schwerpunkt Jugendseelsorge und Katechese. Neben verschiedenen Aufgaben in der Pfarrseelsorge war er Bischofsvikar für die Evangelisierung und bis zu seiner Ernennung zum Bischof Regens des diözesanen Priesterseminars. Er war Mitglied des Priesterrates und gehörte dem Konsultorenkollegium an.
Am 5. Dezember 2017 ernannte ihn Papst Franziskus zum Titularbischof von Sozopolis in Haemimonto und zum Weihbischof in Quilmes. Der Bischof von Quilmes, Carlos José Tissera, spendete ihm am 16. März des folgenden Jahres die Bischofsweihe. Mitkonsekratoren waren der Bischof von La Rioja, Marcelo Daniel Colombo, und der Altbischof von Quilmes, Luis Teodorico Stöckler.
Am 7. August 2021 ernannte ihn Papst Franziskus zum Bischof von Avellaneda-Lanús. Die Amtseinführung fand am 24. September desselben Jahres statt.